# Xã Lagro, Quận Wabash, Indiana
Xã Lagro (tiếng Anh: Lagro Township) là một xã thuộc quận Wabash, tiểu bang Indiana, Hoa Kỳ. Năm 2010, dân số của xã này là 2.894 người.